# Julianadorp (Nederland)

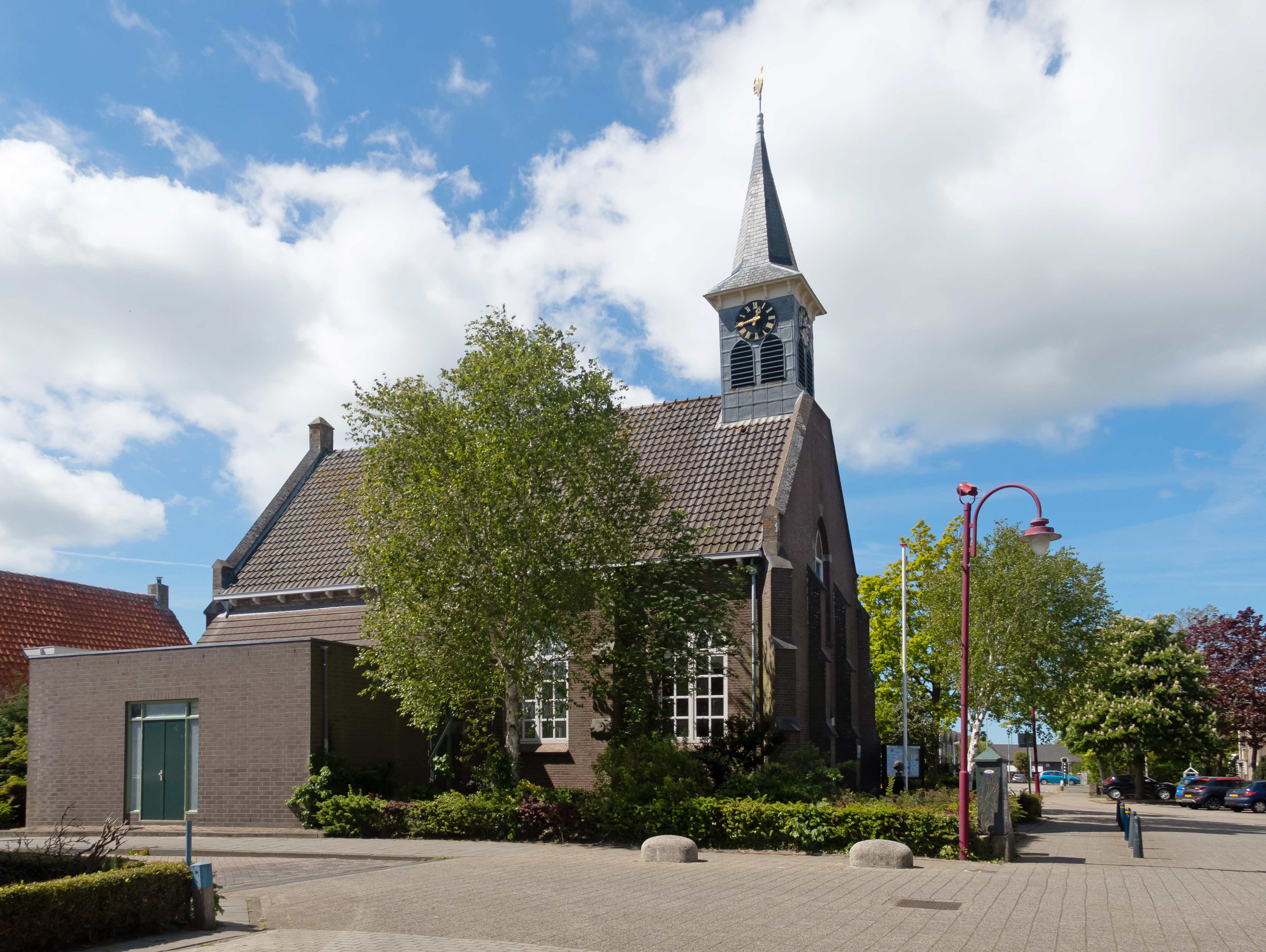
Julianadorp, de Ontmoetingskerk

Julianadorp is een dorp in de gemeente Den Helder in de kop van de Nederlandse provincie Noord-Holland, ongeveer 5 kilometer ten zuiden van de hoofdplaats van de gemeente, Den Helder. Aan de zuidzijde grenst het aan de gemeente Schagen en ten oosten aan de gemeente Hollands Kroon. Het dorp heeft 14.960 inwoners (1 januari 2023). 's Zomers zorgen, veelal Duitse, toeristen voor ruim 900.000 overnachtingen per jaar. De inwoners zijn werkzaam in de bollensector, bij de Marine of forensen naar de Randstad. Ook werken velen in Den Helder of in de toeristenindustrie van Julianadorp.
Grenzend aan Julianadorp ligt Noorderhaven, een woon- en leefomgeving van de zorggroep 's Heeren Loo voor mensen met een verstandelijke beperking.

## Geschiedenis
Tot de aanleg van het Noordhollandsch Kanaal in 1825 heette het gebied waar nu Julianadorp ligt Buitenveld. Het lag buiten de dijken van Huisduinen en de Helder en overstroomde regelmatig. Toen het kanaal en de naastliggende dijk gereed waren veranderde het gebied in het Koegras. Deze polder werd in 1849 gekocht door mr. Pieter Loopuyt. In het centrum van het Koegras werd een school ingericht om kinderen van de omliggende boerderijen les te kunnen geven.
Er ontstond een gehucht en in 1909 werd er een kerk gebouwd waardoor een echt dorp ontstond. In verband met de geboorte van kroonprinses Juliana der Nederlanden op 30 april 1909, werd aan koningin Wilhelmina in oktober 1909 gevraagd of het dorp de naam Julianadorp mocht voeren. Binnen 14 dagen kreeg de aanvrager, mr. P. Loopuyt (kleinzoon van de eerdere eigenaar), toestemming om het dorp deze naam te geven. Het dorpsplein voor de kerk, het Loopuytpark, is naar hem vernoemd.
Het dorp, in het centrum van de polder Koegras, bestond voornamelijk uit gemengde boerenbedrijven die koeien en schapen hielden en graan verbouwden. In 1927/28 kwamen de eerste bloembollentelers uit de buurt van Haarlem en Lisse. In de jaren 1930 werden door de crisis grote verliezen geleden en werden vele bollenvelden weer weiland.
In de Tweede Wereldoorlog werd de naam op last van de Duitsers veranderd in "Loopuytdorp". De expliciete verwijzing naar het koningshuis was de bezetter een doorn in het oog. Na de bevrijding kreeg het dorp zijn oude naam weer terug. De bezetter groef een tankgracht ten zuiden van Julianadorp, van het Noordhollandsch Kanaal tot de duinen. Na de oorlog werd naast de bollenteelt het toerisme een grote inkomstenbron.
Met de nieuwbouw van de wijken Middelzand, Vogelzand, Kruiszwin, Wierbalg en Doorzwin in de jaren 1970 en jaren 1980 en de wijken Malzwin, Boterzwin en Zwanenbalg in de jaren 1990 is Julianadorp steeds verder uitgebreid. Tot 2010 woonden de inwoners van Julianadorp in een postcodegebied dat onder Den Helder viel. Vanaf 1 januari 2010 is het voor de inwoners mogelijk om de plaatsnaam Julianadorp te gebruiken in bijvoorbeeld adressering. Ten oosten van de oude kern wordt vanaf 2015 de wijk Willem-Alexanderhof gebouwd.

## Economie en recreatie

### Winkelcentra
- Loopuytpark
- Dorperweerth
- De Riepel

### Recreatie
Door de ligging vlak aan zee en de vele zonuren is Julianadorp een toeristisch oord. In het gedeelte van Julianadorp dat tegen de duinen en het strand aanligt, zijn diverse vakantieparken aanwezig. Dit gebied wordt ook wel aangeduid als Julianadorp aan Zee. Er zijn een golfbaan (Golfclub Ooghduyne, 9 holes) en een zwembad op Ooghduyne, een van de acht recreatieparken.

### Julianapop
Sinds 1994 wordt ieder jaar in juni Julianapop gehouden op het terrein van IJsclub Julianadorp. Sinds 2017 wordt Julianapop gehouden op een nabij gelegen grasveld.

## Onderwijs

### Basisonderwijs
Julianadorp kent zes basisscholen. De oudste is de Prinses Margrietschool, gevestigd aan de Wethouder de Boerstraat in het 'oude dorp'. Deze school is dan ook de dorpsschool van Julianadorp. Straatnamen in de omgeving van de huidige locatie van de school verwijzen naar enkele voormalige hoofdmeesters van deze school, die in het verleden ook andere namen heeft gehad: meester Henderikx, meester Tigchelaar en meester de Vries.
Vlak bij De Margriet is de interconfessionele basisschool De Kameleon gevestigd. Verder is er basisschool de Hofstee, gevestigd aan de Drooghe Bol, met daarnaast basisschool de Vloedlijn (vroeger de strandjutter en de Vogelwei) en basisschool de Rank. Nog een andere basisschool is de Verrekijker in Vogelzand.

### Voortgezet onderwijs
In Julianadorp is sinds 2007 een school voor voortgezet onderwijs gevestigd, het Junior College.

## Wonen

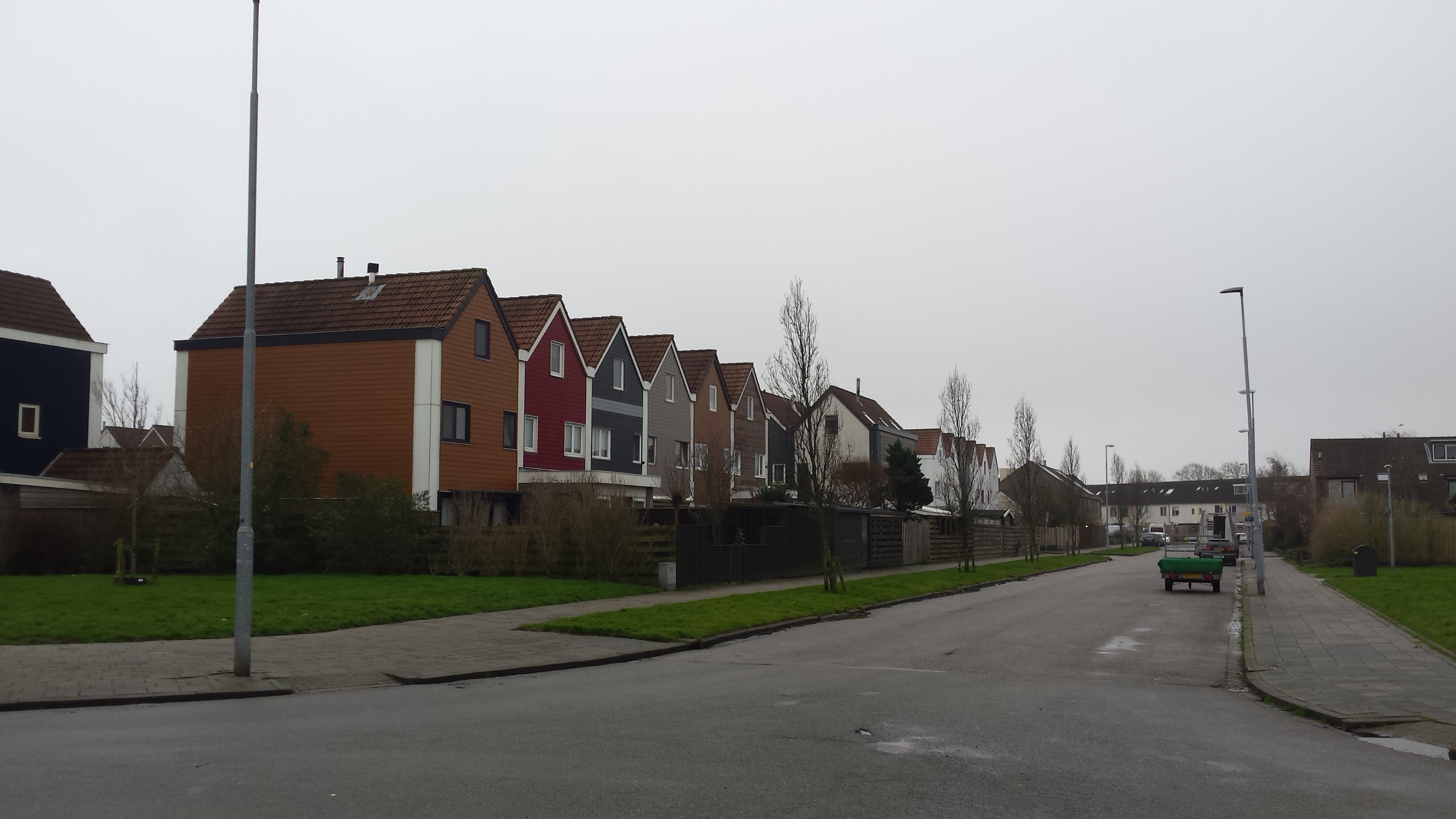
Kruiszwin

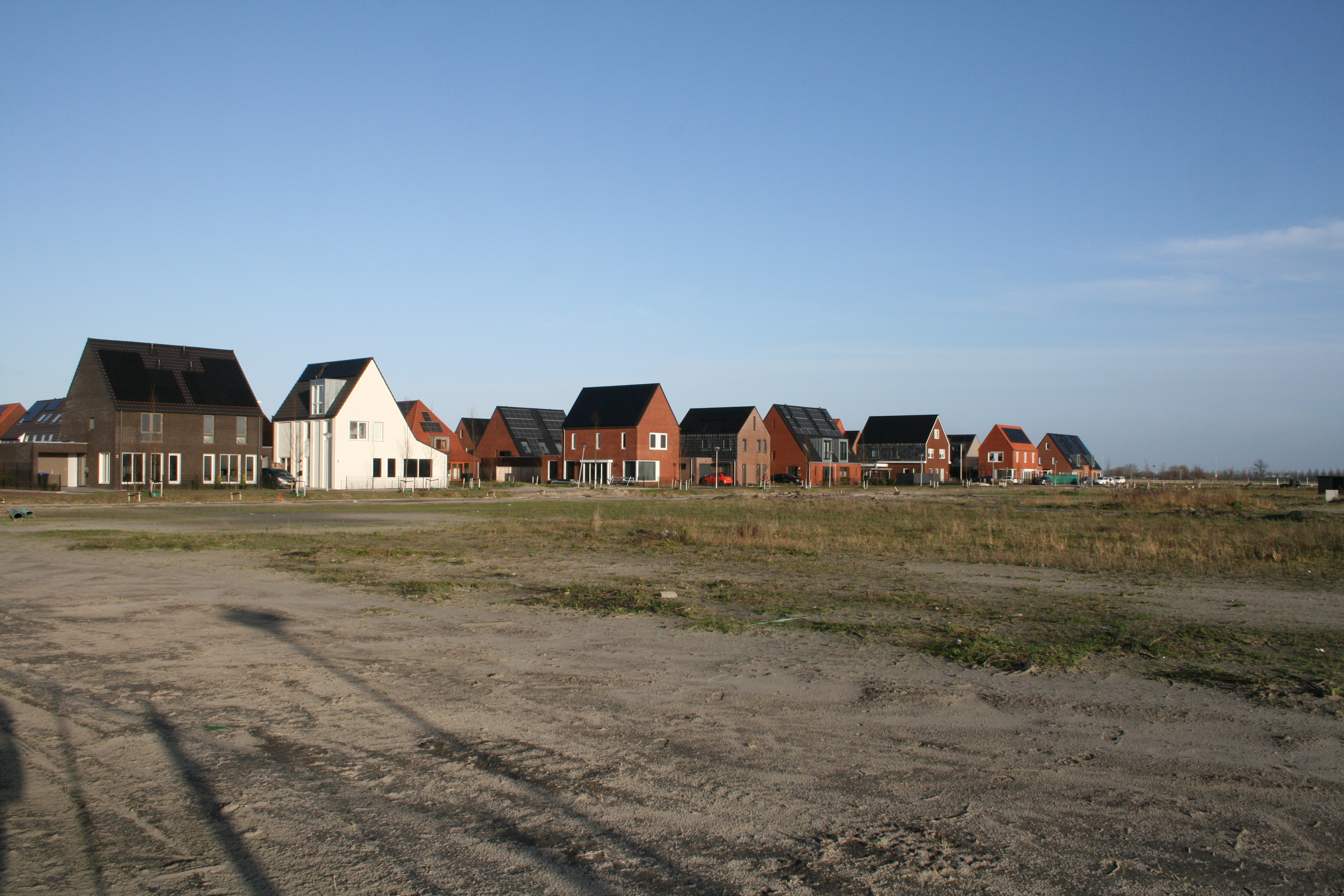
Willem Alexanderhof in aanbouw

Het dorp Julianadorp is onderverdeeld in de volgende buurten. Deze liggen ook in de wijk met de naam Julianadorp, tenzij anders aangegeven:
- Boterzwin (omvat winkelcentrum Drooghe Bol)
- Doorzwin
- Julianadorp-Oost (wijk: Koegras, omvat het oude centrum en nieuwbouwbuurt Willem-Alexanderhof)
- Julianadorp-West
- Koegras-Zuid (wijk: Koegras)
- Kruiszwin
- Malzwin
- Middelzand
- Vogelzand
- Wierbalg
- Zwanenbalg

Buurtschap:
- Noorderhaven

Badplaats (geen officiële woonkern):
- Julianadorp aan Zee (wijk: Duinzoom, buurten: De Zandloper & Ooghduyne)

## Sport
Er zijn drie sportruimten in Julianadorp:
- Sportpark Julianadorp.
- Sporthal "Sport aan zee".

Sportverenigingen:
- BCJ - budosporten
- JBC/Noorderhaven - basketbalclub
- JHC - handbalvereniging
- JVC - voetbalvereniging
- Samurai - Karateschool
- TV Julianadorp - tennisvereniging
- VCJ'94  - volleybalvereniging

Op Landal GreenParks Ooghduyne stond zwembad "De Piramide", nadat deze afbrandde is er op dezelfde locatie een nieuw zwembad gebouwd.

## Openbaar vervoer
In en door Julianadorp rijden twee streeklijnen en één zomerlijn, allemaal uitgevoerd door Connexxion. Tussen Julianadorp en Den Helder rijdt ieder uur een bus, tussen Julianadorp en Schagen is dat ieder half uur.

## Geboren in Julianadorp
- Rolf Bak (1942-2024), mariene bioloog
- Hanneke Bergsma, zangeres
- Ruben Brinkman (1980), acteur

Hoofdplaats: Den Helder     
Dorpen: Huisduinen · Julianadorp     
Buurtschappen: Friese Buurt · De Kooy · Noorderhaven

Badplaats: Julianadorp aan Zee     
Voormalige buurtschappen: Blauwe Keet · Torp
Noord-Holland: Steden en dorpen      Nederland: Provincies · Gemeenten